# 琳恩·方坦
琳恩·方坦（英語：Lynn Fontanne，1887年12月6日—1983年7月30日），英国女演员。曾获得黄金时段艾美奖迷你影集／电视电影最佳女主角。